# Włodzimierz Russocki

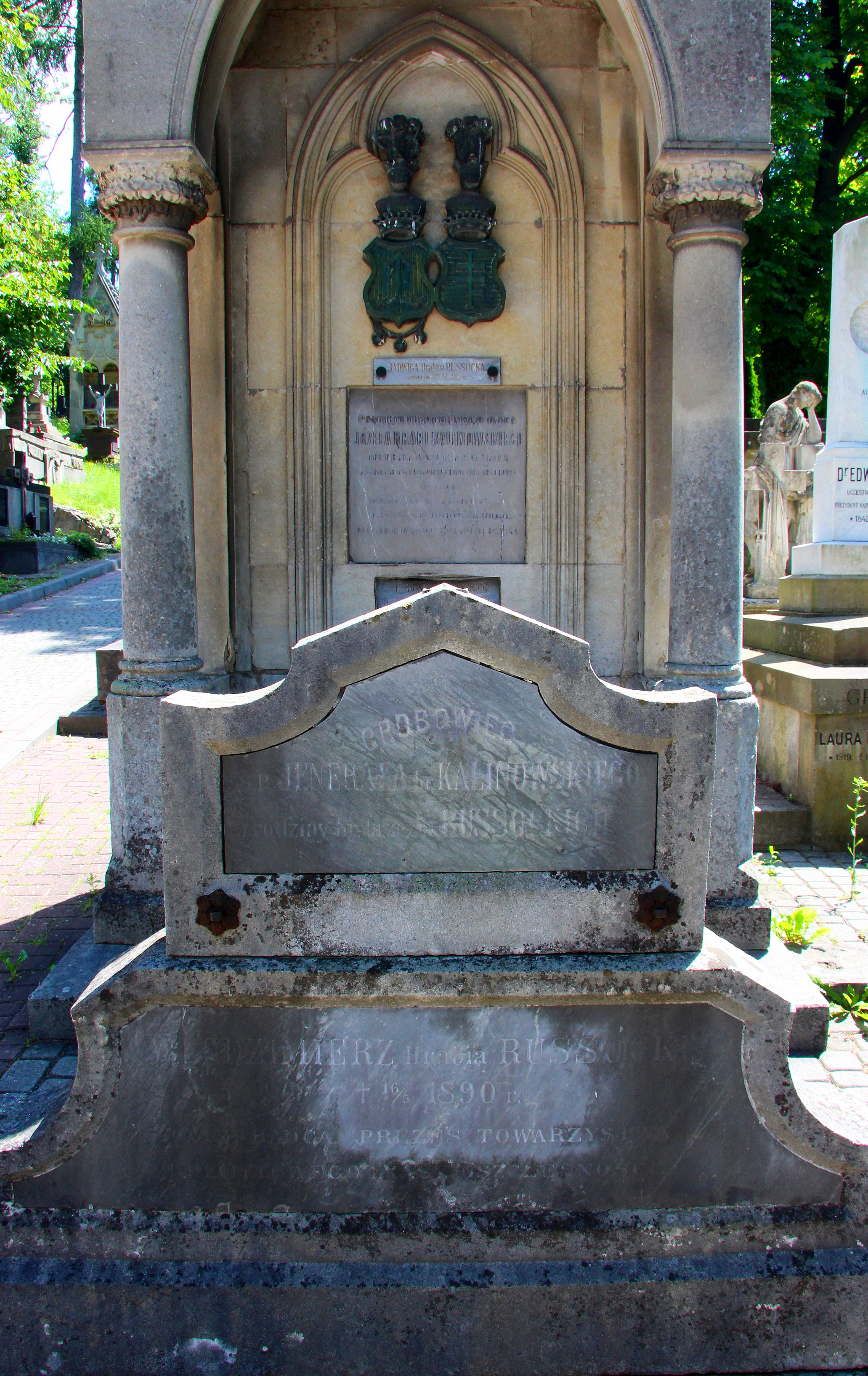
Grób Włodzimierza Russockiego

Włodzimierz Józef Russocki herbu Zadora (ur. 7 marca 1818, zm. 16 maja 1890 we Lwowie) – poseł do Sejmu Krajowego Galicji I i II, IV i V kadencji (1865–1869, 1877–1889), hrabia, c.k. szambelan od 1853, od 1881 tajny radca, właściciel dóbr Lipica i Duliby.

## Życiorys
Był synem Józefa Tomasza, szambelana austriackiego, oraz Justyny z Kalinowskich. Właściciel realności we Lwowie. Od 24 stycznia 1845 był członkiem Stanów Galicyjskich. Od 31 stycznia 1848 był członkiem Galicyjskiego Towarzystwa Gospodarskiego we Lwowie. Członek Komitetu GTG (7 lutego 1856 – 6 lutego 1858) W latach 1865–1869 był dyrektorem Galicyjskiego Towarzystwa Kredytowego Ziemskiego, a następnie w latach 1870–1883 zastępcą prezesa, od lutego 1883 do kwietnia 1889 prezesem Towarzystwa. Od 1866 działał w  Galicyjskiej Kasie Oszczędności we Lwowie od 1877 będąc jej wiceprezesem od 7 kwietnia 1883 prezesem Kasy. W latach 1865–1889 był wybierany do Sejmu Krajowego początkowo z obwodu czortkowskiego, a następnie z kurii wielkiej własności obwodu lwowskiego. Pracował w komisji finansowej i nowelizacji ustaw celnych dla Galicji. W latach 1867–1870 był prezesem Rady Powiatowej w Rohatynie, w okresie od 6 czerwca 1876 do 1880 zasiadał w Radzie Miejskiej Lwowa, w latach 1871–1890 był członkiem Lwowskiej Rady Powiatowej. Russocki wspomagał finansowo bibliotekę Zakładu im. Ossolińskich we Lwowie, od 1865 pełnił obowiązki komisarza rządowego szkoły gospodarstwa wiejskiego w Dublanach. Zmarł na zapalenie płuc pochowany w grobowcu rodzinnym na Cmentarzu Łyczakowskim we Lwowie. Był żonaty z Izabelą Apolonią Dunin-Borkowską miał z nią trójkę dzieci: Władysława Apolinarego, Artura Ludwika i Jadwigę Izabelę.

## Odznaczenia
- Kawaler Orderu Leopolda w 1851
- Order Korony Żelaznej II klasy w 1860